# Alfredo Palacios
Alfredo Lorenzo Ramón Palacios, mieux connu sous le nom d'Alfredo Palacios (10 août 1878 - 20 avril 1965), était un avocat, homme politique, essayiste et professeur d'université argentin. Il fut l'une des grandes figures historiques du Parti socialiste d'Argentine et compte sans doute parmi les hommes politiques les plus influents de l'Argentine du XXe siècle, aux côtés notamment de Perón et d'Yrigoyen, desquels il fut l'adversaire.
D'éducation chrétienne, il fit des études de droit et s'engagea de très bonne heure en politique, d'abord dans le Cercle ouvrier chrétien de Federico Grote, puis dans l'UCR, enfin dans le PS récemment fondé. Avocat des humbles, il se présenta en 1904 comme candidat député au Parlement national sous l'étiquette socialiste pour le quartier populaire de La Boca à Buenos Aires, et grâce au nouveau découpage en circonscriptions, à son engagement politique dans le sud de l'agglomération de Buenos Aires, à la popularité qu'il avait su s'acquérir comme jeune avocat très impliqué dans les causes populaires, et grâce aussi aux divisions chez les candidats rivaux, il réussit à se faire élire (et réélire en 1912) et à devenir ainsi le premier député socialiste d'Amérique latine.
Personnalité flamboyante et orateur de talent, Palacios présenta par la suite devant le parlement un grand nombre de projets de loi en faveur des travailleurs, des enfants et de la femme. En accord avec la stratégie légaliste et réformiste de son parti, il s'efforça de rallier à ses points de vue la fraction réformiste du camp conservateur adverse, et, y parvenant parfois, sut de la sorte arracher à l'« oligarchie » plusieurs lois sociales, dont celles instituant la « semaine anglaise » et le repos dominical, imposant des hausses de salaire, prescrivant que les rémunérations se fassent en monnaie (et non en bons d'achat), portant réglementation en matière d'accidents du travail, régulant le travail des femmes, prescrivant la mise à la disposition d'un siège sur le lieu de travail, instaurant le statut de l'enseignant, et nombre d'autres lois que Palacios proposa à différents moments et parvint à faire adopter. Aussi peut-il être considéré comme le précurseur de la législation sociale en Argentine, et l'artisan du « Nuevo Derecho » (« Droit nouveau » — du reste le titre d'un de ses nombreux ouvrages). D'autre part, tout en ne cessant tout au long de sa vie de défendre les classes les plus démunies, il dénonça les actes de corruption commis au plus haut niveau de l'État ; donna son appui à la Réforme universitaire, mouvement revendicatif étudiant surgi à Córdoba en 1918 ; s'opposa au panaméricanisme tel que promu par les États-Unis ; réaffirma la souveraineté argentine sur l'archipel des Malouines ; et condamna les interventions des États-Unis dans les pays d'Amérique centrale.
Bien qu'outré par le coup d'État de 1930, il consentit à participer aux élections, largement frauduleuses, de la Décennie infâme, fut élu sénateur et poursuivit à ce titre son œuvre législative, avec le même souci de justice sociale. Ennemi de Perón, qu'il traita de « fasciste », il préféra s'exiler à Montevideo en 1943, puis connaîtra la prison après l'arrivée au pouvoir des péronistes. Si, après le coup d'État de septembre 1955 et la subséquente chute de Perón, il se compromit avec le nouveau régime de facto (en acceptant un poste d'ambassadeur à Montevideo, et en devenant constituant en 1957), il fut au sein du PS dans le camp de ceux favorables à une collaboration très restreinte avec le régime militaire ; ces dissensions quant au degré de collaboration jugé admissible provoquera la scission du PS en 1958.
Parallèlement, Alfredo Palacios mena une carrière universitaire, enseignant le droit du travail à l'université de Buenos Aires et de La Plata.

## Biographie

### Jeunes années et formation
Alfredo Palacios était le fils naturel d'Aurelio José Florencio Palacios Bustamante et d'Ana Ramón Beltrán, avec qui Don Aurelio était alors en ménage ; tous deux étaient uruguayens. Don Aurelio s'était déjà fait un nom dans la politique uruguayenne lorsqu'il obtint son titre d'avocat en 1854 à l'université de Buenos Aires ; journaliste et diplomate, il était propriétaire d'un domaine agricole dans la province (argentine) de Santa Fe et d'une demeure et d'un cabinet d'avocat à Buenos Aires. Son logis devint bientôt un rendez-vous obligé pour les Uruguayens de passage dans la capitale argentine. Don Aurelio eut au total dix-neuf enfants, dont neuf avec Ana Ramón Beltrán. Alfredo Palacios reçut le baptême le 23 août en l'église Notre-Dame-de-la-Piété de sa ville natale.
Doña Ana, la mère d'Alfredo, femme très religieuse, initia son fils à la lecture des Évangiles et l'éduqua dans la foi chrétienne, foi que le futur dirigeant socialiste devait cependant abandonner plus tard, à la suite de quelques désillusions. Sa formation intellectuelle et sa vision de la politique furent façonnées par l'atmosphère intellectuelle de l'époque, par la lecture des œuvres des grands théoriciens du socialisme tels que Karl Marx et Friedrich Engels, ainsi que par sa prise de conscience de la spécificité argentine et latino-américaine. Il suivit l'enseignement secondaire au Colegio Nacional Central (actuel Colegio Nacional de Buenos Aires).
En septembre 1890, Don Aurelio Palacios, gravement malade, décida de reconnaître légalement tous ses enfants, et mourut trois ans plus tard, léguant à Ana Ramón Beltrán et à ses enfants une fort mauvaise situation financière, ce qui les porta à déménager vers une maison de location rue Charcas, dans le quartier de Palermo, où Alfredo Palacios vivra ensuite jusqu'à sa mort. Pour l'heure encore profondément imprégné de valeurs chrétiennes par l'influence de sa mère, il se rapprocha du Círculo de Obreros católicos (Cercle des ouvriers catholiques) fondé par le prêtre allemand Federico Grote.
En mars 1893, alors qu'il avait à peine treize ans, Alfredo Palacios dirigeait la revue La Juventud, organe du Centro Católico Pedro Goyena, et il semblait à ce moment que sa vocation dût s'orienter vers le journalisme. En 1894, Alfredo Palacios fit sa première apparition publique, remarquée par les journaux de l'époque, puisqu'il fut un des orateurs lors des obsèques de l'intellectuel et écrivain José Manuel Estrada, l'une des figures de proue du catholicisme argentin.

### Engagement politique
Sa sensibilité sociale le fit pencher vers les auteurs athées, anarchistes et socialistes, qui, s'ils se préoccupaient eux aussi des pauvres, le faisaient avec un discours différent, plus combatif, qui promettait la rédemption des ouvriers ici sur terre, non pas au ciel. Le contenu de ces lectures finit par s'infiltrer dans les discours qu'il tenait au Centre des ouvriers catholiques, et le père Grote dut le reprendre et attirer son attention sur la terminologie et les concepts dont il usait fréquemment et qui ne s'accordaient pas avec la pensée catholique. Palacios s'en offusqua et se promit de ne plus fréquenter ces institutions, donnant libre carrière dorénavant à un anticléricalisme qui couvait déjà en lui.
En 1895, ayant achevé ses études secondaires, il s'inscrivit à la faculté de droit de l'université de Buenos Aires. Voulant soutenir une thèse après obtention de son titre d'avocat, il ébaucha tout d'abord une thèse intitulée La miseria en la República Argentina, laquelle fut cependant rejetée, au motif qu'elle portait atteinte aux institutions et contravenait ainsi à l'article 40 de l'Ordonnance générale universitaire, et qu'il dut donc remplacer par une autre thèse, traitant cette fois de la faillite des entreprises. Il fit graver sur la plaque de son cabinet d'avocat : « Le Dr Alfredo Lorenzo Palacios assiste gratuitement les pauvres » (« Dr. Alfredo Lorenzo Palacios atiende gratis a los pobres »). 
Dans un premier temps, il s'engagea dans l'Union civique radicale (UCR), prenant parfois la parole lors de rassemblements du parti, avant d'adhérer formellement à l'UCR dans le centre de La Plata.

### Activité parlementaire
En 1896, il rejoignit le Parti socialiste (PS), que venait de fonder Juan B. Justo. En vue des élections convoquées pour le 13 mars 1904, un groupe d'immigrants italiens du quartier de La Boca se présenta à l'office de l'avocat Palacios pour le solliciter d'être leur candidat député national, sous l'étiquette du Parti socialiste, pour la 4e circonscription de Buenos Aires. En vue de ce scrutin, un régime électoral nouveau avait été mis en place, par lequel les districts électoraux étaient redécoupés en circonscriptions plus petites, habilitées à élire chacune un député. Au terme d'une campagne électorale frénétique, menée par Palacios maison par maison et courée par courée, où le candidat socialiste prononçait ses allocutions en espagnol et en italien (qu'un interprète traduisait ensuite en dialecte génois), le scrutin eut lieu le 13 mars 1904, où Palacios, alors que des fraudes massives étaient commises dans le reste de la ville par les partis au pouvoir, sut attirer sur son nom 830 voix, obtenues par contact direct et donc peu susceptibles de subornation par les politiciens de l'oligarchie, et fut élu, devenant ainsi le premier parlementaire socialiste d'Amérique latine.
L'entrée d'un socialiste à la Chambre des députés représenta un fort stimulant pour le socialisme argentin, qui ne s'était constitué en organisation politique structurée que depuis la décennie antérieure. Dans le même temps, le PS argentin prenait rang, par cette victoire, dans l'élite de la social-démocratie internationale. 
D'autre part, l'arrivée de Palacios au congrès confirmait aux yeux des socialistes la justesse de leur option stratégique axée sur l'action politique légaliste, sur la participation électorale et sur la tactique parlementaire, et ce au rebours p. ex. des anarchistes dans la décennie antérieure. Dans les années précédentes, l'opportunité de privilégier l'action politique non-violente et la nécessité d'opter pour une stratégie s'appuyant sur la tactique électorale et parlementaire avaient occupé une place notable dans le discours du PS, et seront, parallèlement à la mise en œuvre pratique de cette doctrine, prêchées avec une insistance encore accrue à partir de 1904. Durant ces années, non seulement le parlementarisme en général, mais aussi et en particulier l'action de Palacios à la Chambre des députés, étaient des points de référence incontournables de l'activité quotidienne pour tout militant ou sympathisant socialiste.
Le premier mandat de Palacios mit certes au jour quelques-uns de ses traits spécifiques — singularités en rapport avec son style propre, tant personnel que politique, le jeune avocat ayant en effet connu un parcours militant assez tortueux, en raison duquel il était considéré avec circonspection par Juan B. Justo et d'autres dirigeants du parti, préoccupés par certaines caractéristiques de son style personnel autant que par les particularités de sa formation intellectuelle, en plus de son comportement indépendant, voire parfois imprévisible —, mais ce nonobstant, l'action de Palacios au Congrès ne prit pas l'allure d'une aventure personnelle, mais fut très largement la transposition fidèle des grands axes de la proposition politique du socialisme argentin de ces années-là. Il appert en effet de l'examen des sources que, au-delà de ses particularités personnelles, les interventions de Palacios lors de son premier mandat comme député furent en adéquation avec la ligne théorique et politique de la direction du parti.
Dès le jour même de sa prestation de serment comme député, au début de mai 1904, et jusqu'aux dernières semaines de son mandat, lors des sessions extraordinaires du Congrès début 1908, Palacios déploya une activité intense à la Chambre, aux séances de laquelle il assista presque sans faillir. Ses débuts en mai 1904 furent d'ailleurs fort remarqués, lorsqu'il requit d'interpeller le ministre de l'Intérieur en relation avec la répression menée contre la manifestation ouvrière du 1er mai et qu'il présenta un projet de loi tendant à l'abrogation de la dénommée Loi de résidence, provoquant ainsi un âpre débat qui se prolongera sur plusieurs semaines.
Schématiquement, l'on peut discerner deux grands axes dans l'action législative de Palacios au long de son premier mandat. Le premier était la dénonciation des mesures répressives décidées par le gouvernement contre le mouvement ouvrier ; en 1904, son activité était largement vouée à cette dénonciation, ainsi que pendant une bonne partie de 1905, année marquée par l'instauration de l'état de siège, en février d'abord puis en septembre, et par les persécutions à l'encontre du mouvement ouvrier. Le second axe fut la présentation de projets législatifs propres à améliorer les conditions des travailleurs (aspect sur lequel il insistera davantage à partir de 1906) et permettant de développer divers points du programme minimal du parti.

#### Critique de la «politique créole»
Selon la vision du PS, l'Argentine était entrée dans une ère nouvelle, caractérisée par le développement du capitalisme dans le pays et par l'entrée en scène de la classe ouvrière. Face à cette situation inédite, l'ignorance de la classe dominante argentine la conduisit à l'erreur de prétendre pouvoir répondre aux revendications ouvrières par des mesures répressives, alors qu'en réalité la nouvelle donne rendait nécessaire une nouvelle approche législative visant à mettre en place un ensemble de mécanismes propres à améliorer les pénibles conditions de vie et de travail des travailleurs, attendu que c'étaient justement ces conditions-là qui les poussaient à s'organiser et à recourir à la force. Il y avait lieu donc de moderniser le régime politique pour le mettre enfin au diapason de la nouvelle situation économique et sociale, et pour ce faire le Parlement était le lieu privilégié.
Depuis le milieu de la décennie 1890, la dénonciation des pratiques frauduleuses de la classe dominante locale, la dénommée « politique créole » (política criolla), avait occupé une place de premier plan dans le discours politique socialiste. Le Parlement était à cet égard l'une des enceintes les plus instructives où pouvaient s'observer ces mœurs répréhensibles, auxquelles faisait contraste à présent, et pour la première fois dans l'histoire, la figure du tout premier député à représenter les travailleurs, en outre également le premier à avoir été élu avec un programme clair. Du coup, les critiques dirigées contre l'« ignorance » de la bourgeoisie et contre la « politique créole », éléments habituels du discours socialiste, devenaient les axes récurrents dans les analyses des interventions de Palacios que publiait la presse socialiste. On observe même une recrudescence de ces dénonciations à partir de septembre 1905, au moment où le journal du parti se mua en quotidien et repassa sous la direction de Juan B. Justo. La remise à neuf de la maquette de la publication comportait la création d'une rubrique permanente, intitulée tour à tour Parlamentarias, Notas parlamentaria ou Congreso, dans laquelle paraissaient des comptes rendus circonstanciés des séances parlementaires et où l'on informait sur l'actualité des deux Chambres. Il était habituel qu'on y soulignât les hauts niveaux de rémunération des parlementaires, mis en regard avec l'occurrence répétée de quorum non atteint (cas épinglés comme « grèves parlementaires »), avec l'absentéisme chronique et la corruption (« budgétivores ») etc. ; la tendance générale du journal était de dépeindre les sessions parlementaires comme « triste exhibition de putrescence » ou comme « lamentables joutes de déclamation et de mensonge, appelés ‘débats politiques' par la politique créole ».
Pourtant, ce vers quoi les interventions de Palacios à la Chambre tendaient la plupart du temps était plutôt l'envers ou la contrepartie de ces invectives, à savoir ses appels positifs à une « politique scientifique ». Pour Palacios, le mécanismes coercitifs employés par le pouvoir ne dénotaient pas autre chose que l'« ignorance » de la bourgeoisie argentine et constituaient le corollaire de son incapacité à appréhender scientifiquement que les luttes ouvrières n'étaient que le symptôme du progrès et du développement de la société argentine.
Palacios jugeait par conséquent nécessaire d'informer ses collègues députés que « le secret de l'évolution sociale, selon le concept scientifique le plus moderne, » résidait dans « la lutte des classes ». Palacios arguait que « tout le monde sait aujourd'hui que le mouvement ouvrier est l'agitation qu'une classe produit afin de lutter pour sa préservation et son élévation, obéissant en cela à des causes biologiques », et que d'autre part lesdites agitations donnent lieu à « une amélioration dans les moyens de production, laquelle détermine un courant favorable pour l'évolution de la société bourgeoise ». Dès lors, attaquer le mouvement ouvrier équivaut, selon Palacios, à « méconnaître les lois générales de l'évolution » et même à « porter préjudice aux intérêts de la société » et du gouvernement. Palacios insistait que la politique du pays devait « entrer dans une étape nouvelle qui soit en concordance avec les nécessités sociales, lesquelles répondent à des lois inconnues de — ou malheureusement oubliées par — nos législateurs ». La politique « étroite, basse, de coterie, de camaraderie » devait laisser place à « la politique scientifique, qui étudie les phénomènes sociaux et qui discerne la solution aux problèmes qui ébranlent la société ». 
En cohérence avec son discours, Palacios passa donc de la dénonciation des pratiques répressives du gouvernement à la présentation de projets législatifs permettant la mise en œuvre de réformes. Ainsi p. ex., il introduisit son projet de loi tendant à limiter à huit heures la journée de travail, et fit alors observer que l'« école libérale » était en « pleine banqueroute » et que les réformes étaient une « nécessité impérieuse » par ceci que « les relations nouvelles entre patrons et ouvriers, créées par l'industrialisme moderne » requéraient des « institutions juridiques également nouvelles qui fixent clairement et précisément la position de ces forces ». 
Dans le même esprit, quand il présenta le projet de réglementation du travail des femmes et des enfants, Palacios tint à rappeler que si le travail des femmes et des enfants dans les usines était « simplement une conséquence de l'industrialisme moderne », il entraînait aussi « comme conséquence naturelle le désordre au sein du foyer et le relâchement des liens de famille, sans apporter d'avantages, du moment que le salaire baisse par l'effet de la concurrence ». Abolir le travail des femmes et des enfants apparaissait impossible, tant parce que celui-ci était « une conséquence de l'introduction des machines » que parce qu'il contribuait au « mouvement d'émancipation prolétaire » ; il était possible, en revanche, de « réclamer pour eux une protection constante et efficace de la part de l'État ».
Les socialistes mettaient en relief l'inadéquation entre le développement économique de l'Argentine et sa législation arriérée. Palacios souscrivait à cette vision et l'enrichissait par un ensemble d'apports en provenance de la littérature juridique, mettant en parallèle la « politique scientifique » et ce qu'il nommait le « droit nouveau » (nuevo derecho). Il plaida la nécessité de créer une justice du travail distincte de la justice civile. Au « droit archaïque, cristallisé dans de vieux critères » devait se substituer le « droit nouveau », qui surgissait « des conditions économiques de la société, dans une belle entente avec la science, dans le laboratoire de laquelle l'on ne se repose jamais ». Les arguments avec lesquels il défendait ses projets tournaient en somme toujours autour des mêmes axes : le consensus qui existerait en leur faveur parmi les « hommes de science », les exemples de nombreux autres pays qui avaient adopté des mesures semblables, et la conviction que c'étaient là des dispositions susceptibles de contribuer au progrès et au développement du pays.

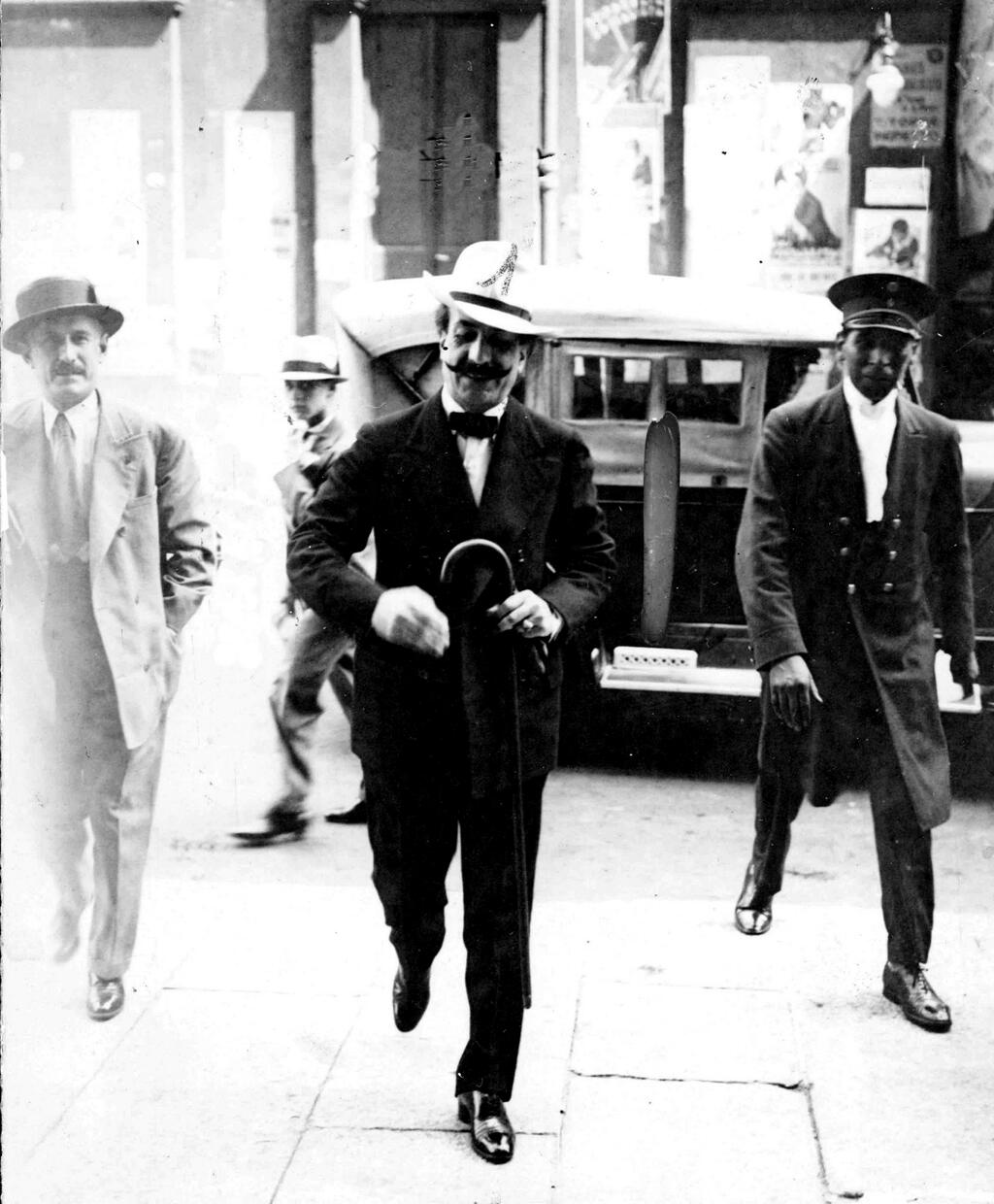
Palacios en 1932.

À l'occasion cependant, Palacios poussa son raisonnement plus loin et affirmait que l'absence de législation protectrice des travailleurs était ce qui provoquait les grèves et les conflits sociaux. Ainsi son argumentation oscillait-elle entre les ressources discursives socialistes, d'une part, et des postulats notablement analogues à ceux mis en avant par les reformateurs de la classe dominante, d'autre part. En janvier 1907, tandis qu'une grève de grande ampleur faisait rage à Buenos Aires et à Rosario, il lança devant la parlement, en quelque sorte en guise de recommandation à l'adresse de ses collègues de la classe dominante : « convenons que les ouvriers, lorsque n'existe pas de législation sociale efficace, mettent tous leurs espoirs dans les grèves ». Il se plaisait à mettre en relief et à se féliciter des initiatives réformistes prises par d'autres parlementaires ou par des membres du gouvernement ; la convergence avec les initiatives réformistes de la classe dominante était en effet considérée, tant par Palacios que par Justo et son proche entourage, comme une partie essentielle de la stratégie politique socialiste, voire comme la confirmation de la pertinence de leur programme. Palacios de fait s'efforçait de trouver un terrain d'entente avec ses collègues, sous le signe d'une haute estime, supposément partagée, pour la science et le progrès ; à nombre d'occasions, Palacios s'appliqua à renforcer cette convergence en insistant sur le caractère graduel, non violent et pacifique de la doctrine socialiste.
Palacios ne cessait de se référer à la classe laborieuse : polémiquant avec le député de Tucumán Amador Lucero, il laissa entendre que les mesures protectrices décidées par l'État ne représentaient, aux yeux des socialistes, qu'une « transition », réclamée par eux « pour que la classe ouvrière, plus forte et plus confiante, puisse accomplir avec plus de facilité sa fonction historique, qui consiste à susciter une nouvelle forme de propriété dans laquelle disparaîtront toutes les classes ». Mais même alors, Palacios veillait à se différencier des anarchistes et ne manquait de jeter des passerelles entre lui et les autres fractions politiques, et également avec les institutions de l'État. À l'occasion de telle grève violente, il déclara que le « parti auquel j'appartiens ne se solidarise pas avec elle », qu'il « reste dans la légalité et dans l'ordre » et qu'il « répudie tout ce qui peut être considéré comme violent ».
Pour Palacios, l'échec du projet Ley del Trabajo (littér. Loi du travail, présentée par l'exécutif) de 1906 s'expliquait par le fait qu'il avait été « présenté d'un seul bloc ». Sa position était qu'« un ensemble de lois régissant les relations entre les hommes ne peut surgir ainsi d'un seul coup, comme Minerve dans la tête de Jupiter », et, en accord avec cette évaluation, il se montrait « partisan de lois partielles, qui naissent à mesure que les nécessités du moment historique les requièrent, qui apparaissent doucement et progressivement ».

#### Lois sociales et lutte contre la corruption
L'activité de Palacios se concentra sur le lancement, dans l'enceinte du parlement, d'une longue série d'initiatives propres, qui jetèrent les bases de la législation de protection des travailleurs en Argentine. Certaines, largement connues en Argentine, donnèrent lieu à un ample débat, et quelques-unes aboutirent, se concrétisant par l'adoption de la loi correspondante, comme p. ex. son initiative sur l'impôt progressif des héritages, donations et legs, sur le repos dominical, sur la limitation de la durée du travail à huit heures quotidiennes, ou sur la réglementation du travail des femmes et des enfants (loi sanctionnée en septembre 1907). N'aboutirent pas en revanche ses projets de réglementation des accidents du travail, d'abolition de la peine de mort, sur le divorce, contre la traite des Blanches, sur les droits civils de la femme, sur la taxation réduite des articles de première nécessité, de modification du règlement de police en matière d'infraction et de contravention, d'obligation pour les fonctionnaires publics de démissionner trois mois avant leur élection comme député ou sénateur, d'augmentation des patentes pour les débits de boissons, et de prohibition de l'importation, de l'élaboration et du négoce de l'absinthe. Furent au contraire adoptées sous forme de loi ses propositions d'interdiction des compteurs d'eau dans les immeubles collectifs, et d'exonération d'impôt des coopératives ouvrières (proposition approuvée par voie de modification d'une loi existante). 
Ayant été l'un des défenseurs de la Réforme universitaire de 1918, Palacios fut désigné « Maître d'Amérique » (Maestro de América) par le Congrès des étudiants latino-américains qui, réuni à Lima, reconnut en lui l'un de ceux qui propagèrent dans les pays latino-américains le mouvement réformiste des universités.
En 1913, le PS dénonça publiquement un cas de corruption impliquant des ministres et des membres du parlement. Il s'agissait des exorbitants surcoûts facturés et payés pour la construction du Palais du Congrès à Buenos Aires. Alfredo Palacios obtint que fût constituée une commission d'enquête composée de lui-même, député socialiste, de Lisandro de la Torre, de Julio Sánchez Viamonte, de Francisco Oliver et de Delfor Del Valle. Les techniciens nommés par la commission, les ingénieurs Miguel Estrada et Jorge Dobranich, conclurent à la présence d'irrégularités patentes. De la Torre, en possession du lapidaire rapport, exigea que les paiements aux entreprises adjudicataires fussent suspendus, étant donné qu'il avait été formellement constaté que le quadruplement des coûts entre le budget initial et celui final était dû à des irrégularités imputables à l'étroite relation entre lesdites entreprises et des fonctionnaires. La commission transmit tous éléments d'appréciation utiles au Pouvoir exécutif, qui cependant n'entreprit rien à cet égard, si ce n'est continuer à payer ponctuellement les adjudicataires dénoncés par Palacios et De la Torre.
Comme député, Alfredo Palacios mit la thématique de la femme au centre des débats du Congrès argentin, en particulier le suffrage féminin, pour lequel luttaient à ce moment des féministes comme Alicia Moreau de Justo, Elvira Rawson, Carolina Muzzilli, Fenia Chertkoff et d'autres. Palacios fut le concepteur du premier projet de loi tendant à accorder le droit de vote aux femmes en Argentine.
Sous la présidence d'Hipólito Yrigoyen (1916-1922), Palacios se voua plus particulièrement à la vie universitaire et à la situation des universités dans les différents pays latino-américains. En 1915, il fut nommé professeur de législation industrielle à la faculté des Sciences économiques de l'UBA.

#### Patriotisme et solidarité latino-américaine

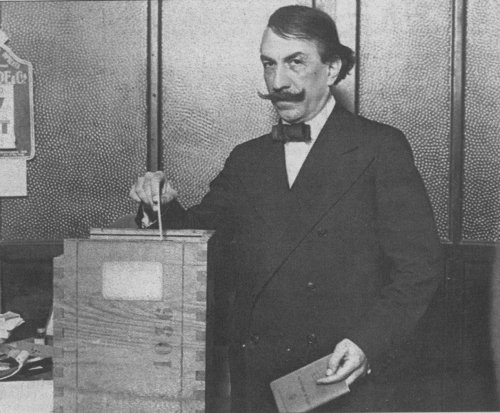
Palacios votant aux élections de 1931.

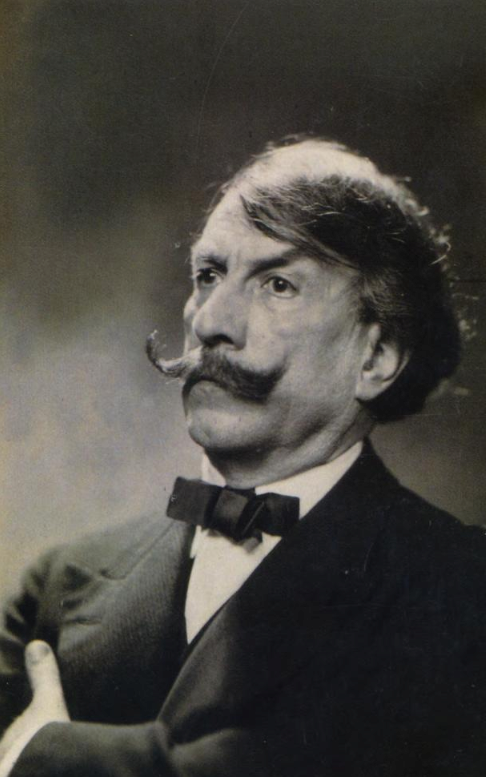
Palacios en 1940.

Attaché à une conception patriotique du socialisme, il introduisit la question de la nationalité dans le débat interne du Parti socialiste argentin. C'est sur ses instances que dans les défilés du parti le drapeau argentin était arboré à côté du drapeau rouge. 
Le 25 novembre 1924, il lança son Message à la jeunesse ibéro-américaine, dans lequel il prônait la rénovation éducative, la solidarité avec l'âme du peuple, l'élaboration d'une culture nouvelle et une fédération des peuples ibéro-américains. En 1925, le premier congrès ibéro-américain des étudiants le déclara depuis Mexico « Maestro de la Juventud » (« maître de la jeunesse »), concurremment avec José Vasconcelos, Miguel de Unamuno, José Ingenieros, Enrique José Varona et José Martí,. 
En mars de cette même année 1925, à l'initiative de José Ingenieros et sur la base du message de Palacios, fut fondée l'Union latino-américaine, qui nomma Palacios président et Carlos Sánchez Viamonte vice-président. La position de Palacios sur l'Amérique latine restera toujours limpide et ferme : rejet de l'ingérence des États-Unis de 1925 sur le territoire mexicain et de la politique interventionniste à Panama et au Nicaragua ; promotion de la « solidarité politique entre les peuples latino-américains » et adoption de positions communes sur les sujets de politique internationale ; rejet du « panaméricanisme officiel » célébré par les États-Unis ; solution pacifique et arbitrale des conflits entre las nations latino-américaines ; et « opposition à toute politique financière susceptible de compromettre la souveraineté nationale, et en particulier les emprunts d'État pouvant ensuite permettre ou justifier l'intervention coercitive d'États capitalistes étrangers ». L'Union latino-américaine réclamait également « la nationalisation des sources de richesse et l'abolition du privilège économique », la « lutte contre l'influence de l'Église dans la vie publique et éducative » et « l'extension de l'enseignement gratuit, laïc et obligatoire et une réforme universitaire intégrale ».
En 1926, il se prononça contre l'amendement Platt et condamna la troisième invasion américaine du Nicaragua. En 1928, il s'opposa au panaméricanisme tel que promu par les États-Unis et fit parvenir au nom de l'Union latino-américaine un fervent message de soutien au révolutionnaire nicaraguayen Augusto Sandino et à « sa noble cause ». En 1930, dans son ouvrage intitulé Nuestra América y el imperialismo yanqui, publié en Espagne, il condamna les interventions étrangères dans les pays d'Amérique centrale et des Caraïbes.

#### Mandats interrompus

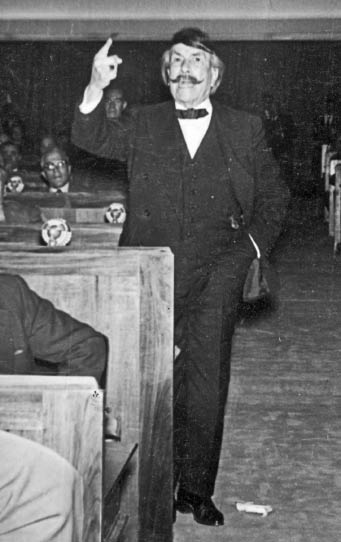
Alfredo Palacios à l'Assemblée constituante de 1957 réunie dans la province de Santa Fe.

Alfredo Palacios ne put mener à terme aucun de ses mandats électifs, par suite de coups d'État ou par d'autres circonstances telles que la fermeture du Congrès sur ordre du président José Figueroa Alcorta en 1908, dix jours avant qu'il eut accompli son mandat, ou encore en 1915, quand il dut renoncer à son siège de député après avoir été expulsé du PS pour s'être battu en duel (chose interdite selon les statuts du parti que considérait le duel comme un vice bourgeois). En 1928, il fut réintégré dans le parti, et sut se faire élire sénateur national en 1931. Réélu en 1935, il vit cependant son mandat interrompu à nouveau par le putsch du 4 juin 1943, qui renversa le président Ramón Castillo.
Sous le gouvernement de Juan Perón, il fut incarcéré au lendemain du coup d'État avorté tenté par le général Benjamín Menéndez en septembre 1951. Son deuxième mandat de sénateur national connut une fin abrupte à cause du coup d'État de 1962 contre le président Arturo Frondizi. Enfin, son ultime mandat de député national, pourtant déjà écourté, fut lui aussi interrompu dix jours avant son échéance par son décès le 20 avril 1965.

### Carrière universitaire et travaux de recherche
En 1918, il fut élu au Conseil de la faculté de Droit et des Sciences sociales de l'Université de Buenos Aires (UBA), où il créa en mars 1919 la chaire de Législation du travail et Sécurité sociale, dont il devint le titulaire. Il consigna le fruit de ses travaux dans un livre intitulé El nuevo Derecho (littér. le Nouveau Droit) publié en 1920. En 1922, il fut élu par les professeurs et les étudiants doyen de la faculté des Sciences juridiques et sociales de l'université de La Plata (UNLP). En 1923, il effectua une tournée à travers l'Amérique latine. Fin juillet 1930, il fut élu doyen de la faculté de Droit de l'université de Buenos Aires.
Ses compétences dans le domaine du monde du travail étaient internationalement reconnues, à telle enseigne que l'Organisation internationale du travail le chargea d'une étude sur « la Fatigue et ses répercussions sociales », pour les besoins de laquelle Palacios eut recours à un ensemble d'experts et installa son laboratoire dans les Talleres del Estado (Ateliers de l'État), sur le bord du fleuve Riachuelo. Tout au long du mois de juillet 1921, il observa les travailleurs sur place. Ses conclusions, implacables et de nature à mettre durement à mal le taylorisme, portaient qu'à mesure que la longue journée de travail avance, le rendement des ouvriers tend à baisser, et que la fatigue peut se muer en épuisement si des mesures ne sont pas prises prévoyant des plages de repos.
Le lendemain du coup d'État du 6 septembre 1930, qui renversa le président Yrigoyen, Palacios se démit de sa fonction de doyen de la faculté de Droit qu'il exerçait depuis juillet de la même année, déclarant qu'il était « contraire à la Constitution et à l'esprit democratique dont celle-ci est inspirée, de reconnaître une junte imposée par l'armée ».
Palacios prit la parole devant des étudiants maltraités par la police, et, bien qu'ayant été un adversaire du gouvernement d'Yrigoyen, il se prononça contre le putsch de José Félix Uriburu.

### Coup d'État de 1930 et Décennie infâme
Le gouvernement dictatorial issu du coup d'État de 1930 entreprit d'instaurer un régime corporatiste, ce qui fut l'une des raisons pour lesquelles Palacios accepta de retourner dans le Parti socialiste, qui insistait depuis 1927 sur sa réintégration. La dictature militaire le mit en détention en raison de ses actions politiques et le transféra au Pénitencier national (Penitenciaría Nacional) à Buenos Aires (aujourd'hui démoli).
En vue des élections de 1932, son grand prestige lui valut d'être désigné candidat sénateur pour la circonscription Capitale, aux côtés de Mario Bravo. La fórmula présidentielle (binôme de candidats) de l'Alliance civile, coalition électorale constituée à l'initiative conjointe du Parti démocrate progressiste (PDP) et du Parti socialiste, se composait du duo Lisandro de la Torre / Nicolás Repetto.
En janvier 1931 éclata le soulèvement radical du lieutenant-colonel Gregorio Pomar, à la suite duquel de nombreux dirigeants UCR furent incarcérés, notamment Marcelo Torcuato de Alvear, de qui Palacios, Carlés et Gondra se feront les défenseurs. Alvear fit l'objet d'une mesure de confinement sur l'île Martín García en vertu de l'article 23 de la Constitution nationale. Palacios cependant rappela l'interprétation correcte dudit article et obtint ainsi la remise en liberté d'Alvear.
Palacios refusa de reconnaître l'autorité d'Uriburu, critiqua la détention de dirigeants politiques et syndicaux dans les prisons, et dénonça la torture pratiquée pendant la dictature. Aux élections de 1932, les radicaux ayant été proscrits de la bataille électorale, l'Alliance civile sortit deuxième du scrutin, cependant Palacios et Bravo l'emportaient à Buenos Aires et firent leur entrée au Sénat. Réélu en 1935, Palacios présenta, durant son long mandat, 494 projets de loi ayant trait à la défense des travailleurs, des femmes et des enfants, du patrimoine national et de la souveraineté de l'Argentine. Il fit paraître Las Islas Malvinas, archipiélago argentino et s'appliqua à faire adopter la loi 11.904, dans laquelle l'histoire de ces îles est fixée publiquement.
D'autre part, Palacios présenta au Sénat son Plan sanitaire et éducatif de protection des enfants. En 1938, il introduisit le projet de loi tendant à instaurer le suffrage féminin, qui toutefois ne sera pas même traité à ce moment-là, et auquel ne sera donné force de loi qu'en 1947, sous le péronisme. Il dénonça les maladies liées à la pauvreté, telles que le goitre endémique, la fièvre ondulante, le paludisme et la maladie de Chagas. De son siège au Sénat, il lutta contre le monopole des transports, pour la nationalisation du pétrole, des chemins de fer et des terres, et dénonça la pénétration étrangère.
En 1941, il fut élu président de l'université nationale de La Plata, où il favorisa la création de l'Institut de théâtre de l'université, puis fonda en 1943, au sein de cette même université, l'Institut ibéroaméricain.

### Révolution de 1943 et péronisme
Au lendemain de la révolution de 1943, ne pouvant admettre la nouvelle situation politique, Palacios démissionna de sa fonction de président de l'UNLP et de toutes ses fonctions d'enseignant. Peu de jours plus tard, il reçut le soutien de professeurs des États-Unis, parmi lesquels Albert Einstein, et las de la persécution policière, s'en alla chercher refuge à Montevideo. Lui et plusieurs autres exilés refondèrent l'Asociación de Mayo, faisaient connaître leur programme sur Radio Carve et éditaient des journaux, tout en s'opposant toutefois à tout type de sanctions ou d'interventions internationales contre l'Argentine.

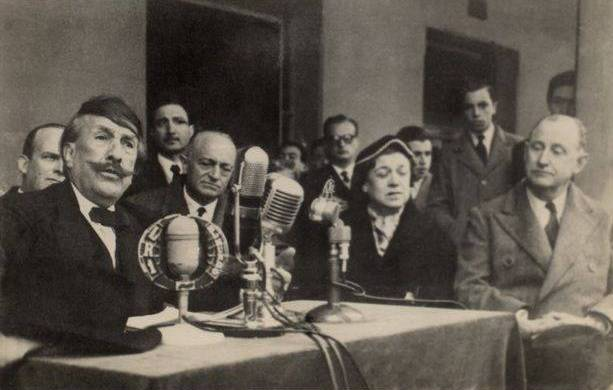
Palacios prononçant une allocution radiophonique à Radio Belgrano (août 1955).

Il regagna son pays en 1945 pour s'engager dans la campagne électorale de l'Union démocratique, alliance constituée dans le but d'affronter Perón aux élections de février 1946. Dans ses discours publics, Palacios refusait de reconnaître les avancées sociales qu'avait réalisées Perón en qualité de secrétaire au Travail, allant jusqu'à le qualifier de « fasciste ». Il centra son discours sur l'exigence de rétablir les libertés publiques et de respecter la Constitution et continua de dépeindre l'Argentine comme un pays « agro-exportateur », avec une classe ouvrière « soumise ».
Durant l'ère péroniste (1946-1955), le Parti socialiste sera plus d'une fois attaqué pendant ses rassemblements, faisant notamment l'objet de tirs par balles de la part de l'Alliance libératrice nationaliste (ALN), organisation de type fasciste qui bénéficiait de la protection de la police. Néanmoins, pour Palacios, Perón n'était pas un ennemi, mais un adversaire ; il reconnaissait en lui un « distingué technicien militaire », mais non un homme d'État. Perón, de son côté, disait de Palacios qu'il était un « paillasse » (payaso). En revanche, Palacios respectait Eva Perón, tout en la critiquant ; il ne la blâmait pas toutefois pour sa conduite ou pour ses origines, et soutenait que Perón ne faisait que se servir d'elle auprès des masses.
Au lendemain du coup d'État avorté de Menéndez, en septembre 1951, Palacios fut incarcéré, de même que d'autres dirigeants de l'opposition. Ses recours juridiques furent rejetés, cependant le régime de détention de Palacios, personnalité de grand renom, fut plus souple que le dur régime qu'eurent à souffrir les autres prisonniers politiques. Après qu'il eut récupéré sa liberté en juillet 1953, il alla régulièrement visiter les autres détenus.
Le PS décida de ne pas concourir aux élections de 1954, sous la devise « sans liberté, tout est fraude », position que Palacios s'appliquera à justifier devant ses partisans lors d'un rassemblement sur la Plaza Constitución en mars 1954. Cette même année, il fit paraître La justicia social, ouvrage où il présente un historique de son combat en faveur des ouvriers.
Dans le sillage des événements du 16 juin 1955, lors desquels l'aéronavale bombarda la place de Mai, causant la mort de quelque 360 personnes, Perón lança un appel à la « pacification nationale » et offrit aux partis d'opposition la possibilité d'exposer leur point de vue à la radio. Le 1er juillet, ce devait être le tour au PS, mais cinq jours avant, le Département de radiodiffusion du ministère des Communications fit savoir au parti que la transmission radiophonique du discours de Palacios n'était pas autorisé, et en réaction, Repetto refusa lui aussi de parler.

### Révolution libératrice
Après le coup d'État de septembre 1955, qui renversa Perón, le Parti socialiste eut à faire face à une nouvelle fracture en son sein entre d'une part la ligne dure favorable aux putschistes et emmenée par Américo Ghioldi, et d'autre part ceux qui se montraient plus réticents et qui allaient former le Parti socialiste argentin (PSA), dont notamment Palacios et Alicia Moreau.
Sous le régime militaire du président de facto Eduardo Lonardi, Palacios fut nommé ambassadeur d'Argentine en Uruguay. Selon son dire, son intention était d'être ambassadeur du peuple argentin, non de tel gouvernement. Faisant fi des règles du protocole du ministère des Affaires étrangères, il se comportait librement. Après la chute de Lonardi, il démissionna, car opposé à la création du Conseil militaire révolutionnaire, mais, sur les instances d'Aramburu, se maintint dans ses fonctions d'ambassadeur.

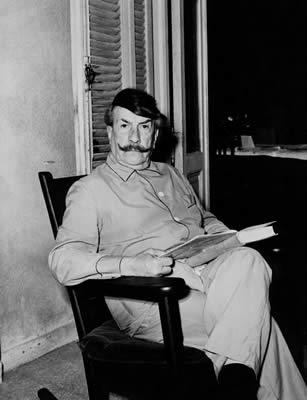
Le législateur Alfredo Palacios en 1961.

Après le soulèvement manqué de Juan José Valle en juin 1956, il réclama la cessation des exécutions de civils et de militaires qui s'ensuivirent, et se proclama adversaire de la peine de mort. Cependant, le PS finit par se fracturer par suite des positions antagonistes quant à la nature du soutien à apporter à la Révolution libératrice. Vers cette époque, Alicia Moreau fut évincée de la direction de La Vanguardia par Américo Ghioldi, tandis que Palacios, toujours en poste à Montevideo, décida de son propre chef de ne pas mettre le drapeau en berne, ni de suspendre le travail, après la mort du dictateur du Nicaragua Anastasio Somoza. Palacios parvint à rétablir des relations fraternelles avec l'Uruguay et favorisa l'instauration d'une citoyenneté latino-américaine et d'un passeport unique entre les deux pays.
En avril 1957, il se démit finalement de sa charge d'ambassadeur, comme la dictature autodénommée « Révolution libératrice » venait de convoquer des élections en vue de réunir une Convention nationale constituante chargée d'abroger la Constitution péroniste de 1949 et dont Palacios sera élu membre aux côtés de onze autres conventionnels socialistes. À ce titre, il défendit l'article 14 bis relatif aux droits des travailleurs, s'opposa aux méthodes répressives d'Aramburu, et critiqua durement Oscar Alende et l'UCRI, qui, au courant de ce que le pacte électoral secret Frondizi-Perón était en gestation, décidèrent de se retirer de la convention.
À l'issue d'une série de manœuvres, il fut désigné par le PS candidat à l'élection présidentielle de février 1958, en binôme avec Carlos Sánchez Viamonte, et fut en même temps candidat sénateur pour la circonscription Capitale. Le binôme Palacios/Viamonte finit à la quatrième place de cette consultation électorale, qui fut remportée par Frondizi, grâce à l'apport des voix péronistes. Le 10 juillet 1958, lors du XLIVe congrès du PS, le parti se scinda entre PSA et PSD, respectivement Parti socialiste argentin et Parti socialiste démocratique. Le journal La Vanguardia et la plupart des locaux du parti restèrent aux mains du PSA, tandis que le PSD allait créer le journal Afirmación. Palacios s'engagea dans le Mouvement de défense du pétrole argentin dirigé contre les contrats pétroliers de Frondizi. Les 20 et 21 novembre 1958, la charte organique du PS fut modifiée et la rupture définitive du Parti socialiste actée. En janvier 1959, avec l'entrée en vigueur de l'état de siège, Palacios se fera plus critique encore envers le gouvernement ; pour la même raison, il renonça à sa candidature de député en vue des élections de mars 1960.

### Dernières années

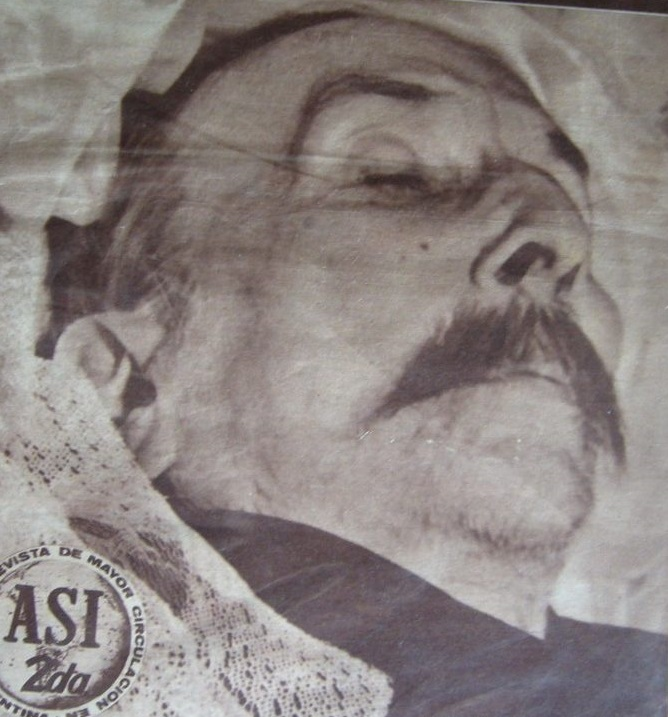
Dépouille mortelle d'Alfredo Palacios (photographie tirée de la revue Así).

Voyant d'abord la révolution cubaine avec sympathie, Palacios se rendit à Cuba et se rangea au côté de la révolution castriste alors en marche. En dépit de cette adhésion formelle, une atmosphère de dissension régna au sein du PSA, où la majorité défendait la ligne d'action cubaine, de laquelle Palacios et Alicia Moreau s'étaient au contraire distanciés entre-temps ; plus tard, Palacios, incapable de concevoir la réalisation du socialisme sans liberté, critiqua la décision de Cuba de faire allégeance au bloc soviétique. Malgré les désaccords internes, Palacios fut désigné par le PSA candidat sénateur aux élections de février 1961, et l'emporta. En mai 1961, il interpella le ministre de l'Intérieur de Frondizi, Alfredo Vítolo, à propos de la loi martiale, des tortures policières, des proscriptions politiques et des emprisonnements.
Il eut au Sénat une activité importante, présentant quinze projets de loi, dont un pour une loi d'amnistie au bénéfice des auteurs de délits politiques, syndicaux ou d'opinion ; un autre portant abrogation de la loi 13.234 ; un autre prescrivant la levée de l'état de siège ; d'autres encore décrétant l'intervention fédérale dans la province de Salta ou, au contraire, la cessation de l'intervention fédérale dans plusieurs provinces ; un projet portant création de l'Assurance nationale de maternité ; ainsi que d'autres. Après le coup d'État du 29 mars 1962, il réclama la libération de Frondizi et refusa de reconnaître le nouveau gouvernement de Guido.
En avril 1963, il fut élu député national pour le PSA. Il accomplit sa tâche de législateur depuis son domicile, en s'aidant de sa propre bibliothèque, et déploya néanmoins une activité féconde, présentant 82 projets, dont le dernier, introduit le 1er décembre 1964, était la déclaration d'intérêt national des recherches sur les causes de mortalité infantile et la mise sur pied de l'Institut national de recherches pédiatriques.
Son austérité personnelle — il ne manqua jamais de reverser 50 % de ses émolluments de parlementaire au PS, ainsi que le prescrivaient les statuts du parti — fut cause qu'il passa les dernières années de sa vie dans la privation et lui valut de s'éteindre dans une pauvreté absolue. Sa maison, sise au no 4741 de la rue Charcas à Buenos Aires, fut promise à la démolition à plusieurs reprises, et il faudra l'intervention de ses amis pour la sauver. Elle accueille aujourd'hui la Fondation Alfredo Lorenzo Palacios, laquelle veille sur quelques-uns de ses meubles et sur sa vaste bibliothèque. Ses restes reposent au cimetière de la Recoleta.

### Publications d'Alfredo Palacios
Palacios fut l'auteur de centaines de livres, d'articles, de conférences et d'écrits et d'opuscules divers. Ses principaux ouvrages sont :
- (es) La miseria en la República Argentina, Buenos Aires, Centro Editor de América Latina (CEAL), 1988, 128 p. (thèse de doctorat, réédition préparée, présentée et annotée par Víctor García Costa)

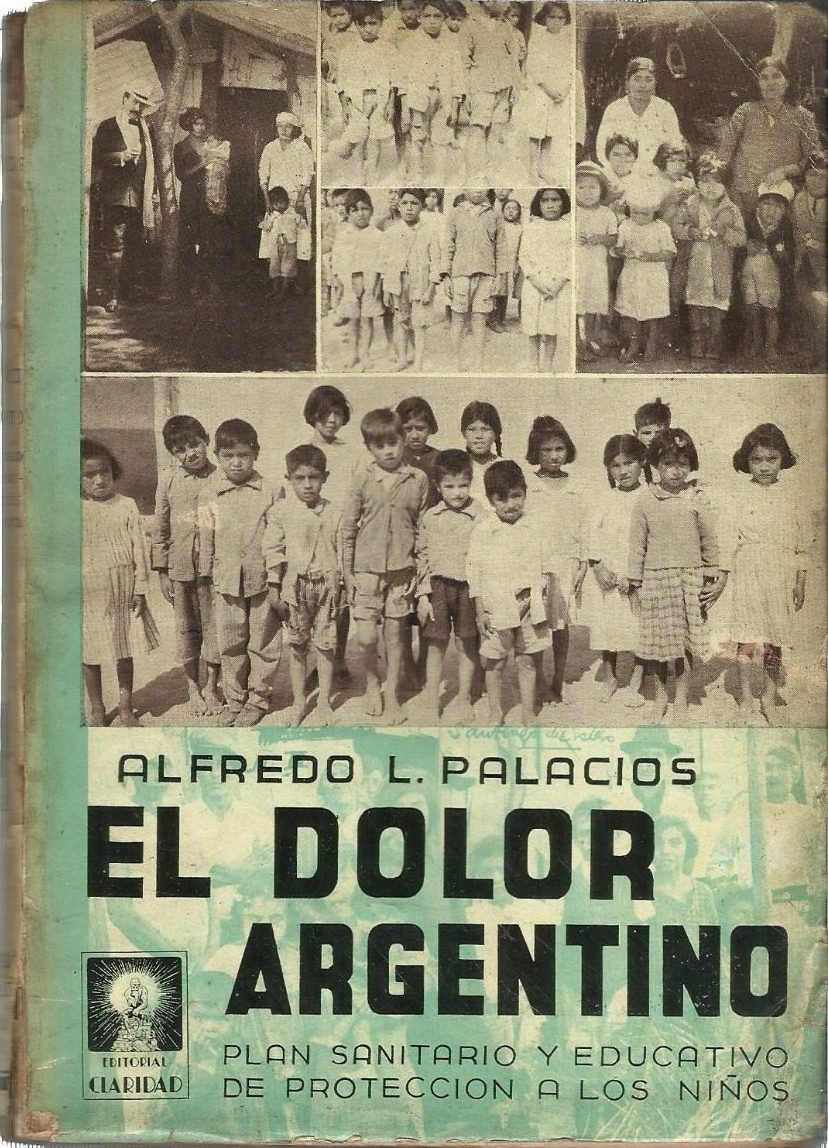
Couverture du livre El dolor argentino de 1938.

- (es) El dolor argentino. Plan sanitario y educativo de protección a los niños, Buenos Aires, Claridad, 1938, 222 p.
- (es) El nuevo Derecho, 1920
- (es) El socialismo argentino y las reformas penales, Buenos Aires, Claridad, 1922, 177 p.
- (es) Nuestra América y el imperialismo yanqui, 1930
- (es) El delito de opinión y la tradición argentina (con motivo del debate sobre represión del comunismo en el Senado argentino), Buenos Aires, Ediciones Anaconda, 1937, 211 p.
- (es) La defensa du valor humano, Buenos Aires, Claridad, 1939, 537 p. (rééd. 1951, chez le même éditeur
- (es) Instituto iberoamericano: resolución del presidente de la Universidad, La Plata, Universidad Nacional de La Plata, 1943, 30 p.
- (es) Pueblos desamparados. Solución de los problemas del Noroeste Argentino, Buenos Aires, Kraft, 1944, 337 p.
- (es) Legislación social en favor de la mujer, Buenos Aires, Editora La Vanguardia, 1946, 32 p. (texte d'une conférence de Palacios)
- (es) Las Islas Malvinas, archipiélago argentino, Buenos Aires, Claridad, 1958, 176 p. (ISBN 978-950-62-0016-9)
- (es) La justicia social, Buenos Aires, Claridad, 1954, 527 p.
- (es) Masas y élites en Iberoamérica, Buenos Aires, Columba, 1954, 96 p.
- (es) Esteban Echeverría: albacea del pensamiento de Mayo (littér. Esteban Echeverría : exécuteur testamentaire de la pensée de Mai), Buenos Aires, Claridad, 1955, p. 587
- (es) Espíritu y técnica en la universidad, La Plata, Universidad Nacional de La Plata, 1943, 381 p.
- (es) El pensamiento socialista en la Convención Nacional de 1957. Poder constituyente y soberanía jurídica, Buenos Aires, ?, 1958

### Ouvrages et articles sur Alfredo Palacios
- (es) Víctor García Costa, Alfredo Palacios, Buenos Aires, Centro Editor de América Latina, 1971
- (es) Víctor García Costa, Alfredo L. Palacios : un socialismo argentino y para la Argentina, Buenos Aires, Centro Editor de América Latina, 1986
- (es) Víctor García Costa, Alfredo Palacios : entre el clavel y la espada. Una biografía, Buenos Aires, Planeta, coll. « Historia Argentina », 1997, 392 p. (ISBN 978-9507427886)
- (es) Ramón Columba, El congreso que yo he visto, 1906-1943, Buenos Aires, Columba, 1978, p. 120-168
- (es) José Panettieri, Las primeras leyes obreras, Buenos Aires, Centro Editor de América Latina, 1984
- (es) Mario Salomone, Alfredo Palacios, legislador social e idealista militante, Buenos Aires, Círculo de Legisladores de la Nación Argentina, 1998
- (es) Juan Carlos Coral, Alfredo L. Palacios, el socialismo criollo, Buenos Aires, Editora La Vanguardia, 2014, 218 p.
- (es) collectif, dir. Félix Luna, Alfredo Palacios, Buenos Aires, Planeta, coll. « Grandes protagonistas de la historia argentina », 2001, 150 p. (ISBN 978-950-49-0356-7)
- (es) Hernán Brienza, Alfredo Palacios : Primer Diputado Socialista, Capital Intelectual S. A., 2006, 123 p. (ISBN 978-987-11-8162-9)
- (es) Alberto Kleiner, Alfredo Palacios y la cuestión judía, Buenos Aires, Libreros y Editores del Polígono, 1985, 48 p.
- (en) Allan Metz, « Alfredo L. Palacios: An Argentine Socialist's Attitudes toward the Jews », Jewish Social Studies, Bloomington (Indiana), Indiana University Press, vol. 50, nos 3/4,‎ été 1988 – automne 1993 (lire en ligne)
- (es) Lucas Poy, « Teoría y práctica del ‘primer diputado socialista de América'. La acción de Alfredo Palacios en el Parlamento argentino y sus repercusiones en la prensa socialista, 1904-1908 », Nuevo Mundo Mundos Nuevos,‎ 16 février 2018 (lire en ligne, consulté le 18 janvier 2019)